# Jon McBride
Jon Andrew McBride (Charleston, 14 agosto 1943 – Charleston, 7 agosto 2024) è stato un astronauta statunitense.